# Silvanus recticollis
Silvanus recticollis es una especie de coleóptero de la familia Silvanidae.

## Distribución geográfica
Habita en el Neártico y en Etiopía.